# Hanford (Californie)
Pour les articles homonymes, voir Hanford.
Hanford est une ville de Californie, siège du comté de Kings, aux États-Unis. En 2010, sa population s’élevait à 53 967 habitants.

## Géographie

### Démographie
| 1880 | 1890 | 1900  | 1910  | 1920  | 1930  |
| ---- | ---- | ----- | ----- | ----- | ----- |
| 269  | 942  | 2 929 | 4 829 | 5 888 | 7 028 |

| 1940  | 1950   | 1960   | 1970   | 1980   | 1990   |
| ----- | ------ | ------ | ------ | ------ | ------ |
| 8 234 | 10 028 | 10 133 | 15 179 | 20 958 | 30 897 |

| 2000   | 2010   | - | - | - | - |
| ------ | ------ | - | - | - | - |
| 41 686 | 53 967 | - | - | - | - |

### Climat
| Mois                                  | jan.     | fév.    | mars    | avril   | mai     | juin    | jui.    | août    | sep.    | oct.    | nov.    | déc.    | année    |
| ------------------------------------- | -------- | ------- | ------- | ------- | ------- | ------- | ------- | ------- | ------- | ------- | ------- | ------- | -------- |
| Température minimale moyenne (°C)     | 2,8      | 3,8     | 6,4     | 8,4     | 12,1    | 15,3    | 17,8    | 16,9    | 14,1    | 9,2     | 4,3     | 1,8     | 9,4      |
| Température moyenne (°C)              | 8,2      | 10,5    | 13,7    | 16,6    | 20,7    | 24,4    | 27,3    | 26,6    | 23,7    | 18,1    | 11,8    | 7,8     | 17,4     |
| Température maximale moyenne (°C)     | 13,7     | 17,2    | 21      | 24,6    | 29,2    | 33,6    | 36,8    | 36,3    | 33,4    | 27,1    | 19,2    | 13,7    | 25,5     |
| Record de froid (°C) date du record   | −10 1913 | −8 1903 | −5 1904 | −4 1906 | −1 1917 | 2 1907  | 7 1907  | 4 1907  | 2 1948  | −2 1971 | −8 1938 | −9 1990 | −10 1913 |
| Record de chaleur (°C) date du record | 35 1904  | 34 1904 | 35 1904 | 38 1910 | 42 1984 | 46 1915 | 47 1933 | 46 1933 | 43 1955 | 38 1996 | 34 1906 | 27 2006 | 47 1933  |
| Précipitations (mm)                   | 39,6     | 36,6    | 37,8    | 18,3    | 8,9     | 1,8     | 0,5     | 0,06    | 1       | 11,7    | 15,7    | 34,5    | 206,4    |
| Nombre de jours avec précipitations   | 8,7      | 7,9     | 7       | 4,2     | 2,3     | 0,6     | 0,2     | 0,1     | 0,6     | 2,6     | 5,6     | 8,2     | 48       |

| Diagramme climatique                                  |             |           |             |             |             |             |              |           |             |             |             |
| J                                                     | F           | M         | A           | M           | J           | J           | A            | S         | O           | N           | D           |
| 13,72,839,6                                           | 17,23,836,6 | 216,437,8 | 24,68,418,3 | 29,212,18,9 | 33,615,31,8 | 36,817,80,5 | 36,316,90,06 | 33,414,11 | 27,19,211,7 | 19,24,315,7 | 13,71,834,5 |
| Moyennes : • Temp. maxi et mini °C • Précipitation mm |             |           |             |             |             |             |              |           |             |             |             |

## Personnalités
- Annie Dale Biddle Andrews (1885–1940), mathématicienne américaine, est née à Hanford.
- Tyler Henry (1996-), medium américain, vedette de téléréalité.
- Poor Man's Poison (2009-), groupe de rock américain, a été fondé à Hanford.